# Radoviš
Radoviš (Macedonisch: Радовиш) is een stad en gemeente in het zuidoosten van Noord-Macedonië.
De stad is de op een na grootste stad in het zuidoosten en ligt aan een belangrijke verbindingsweg. De gemeente, de stad met omliggende dorpen, had in 2002 28.244 inwoners (2002). Het grootste deel van de bevolking bestaat uit Macedoniërs, ongeveer tien procent is Turks en er zijn kleine Servische en Albanese minderheden.